# Berhane Adere
Berhane Adere (Ge'ez: ብርሀኔ አደሬ), née le 21 juillet 1973 dans la province du Choa, est une athlète éthiopienne, pratiquant le fond.

## Palmarès

### Championnats du monde d'athlétisme
- Championnats du monde d'athlétisme 2003 de Paris Saint-Denis
  -  Médaille d'or sur 10 000 m
- Championnats du monde d'athlétisme 2005 à Helsinki
  -  Médaille d'argent sur 10 000 m
- Championnats du monde d'athlétisme 2001 à Edmonton
  -  Médaille d'argent sur 10 000 m

### Championnats du monde d'athlétisme en salle
- Championnats du monde d'athlétisme en salle 2003 à Birmingham
  -  Médaille d'or sur 3 000 m
- Championnats du monde d'athlétisme en salle 2004 à Budapest
  -  Médaille d'argent sur 3 000 m

### Marathon
- Vainqueur du Marathon de Chicago 2006, 2007